# Eduardo Moisset de Espanés
Eduardo Moisset de Espanés era un artista plástico de Córdoba, Argentina. Nació en Córdoba, en el año 1932, falleció el 2 de septiembre de 2020. Demostró interés por el arte y aptitud para el dibujo desde edad muy temprana. Cursó estudios de Arquitectura en la Universidad Nacional de Córdoba y estudió pintura con Ernesto Farina en la Escuela de Artes en la misma universidad.
En 1964 viajó por estudios a Alemania, donde estuvo por cuatro años. Entre 1968 y 2000 fue docente en la Escuela de Artes de Córdoba. Reformuló los contenidos de la cátedra en la que fue titular hasta el año 2000, a la que denominó Lenguaje Plástico y Geométrico.
En 1972 expuso en la muestra colectiva Geométricos de Córdoba, en el museo Emilio Caraffa. En la década de 1980 realizó exposiciones en las cuales presentó sus investigaciones de pintura numérico-generativa y participó en muestras de arte argentino en Cochabamba, La Paz (Bolivia) y en Santiago (Chile). En 1992 creó el Instituto de Investigaciones Plásticas, y se desempeñó como investigador. En 2012 el museo Emilio Caraffa le dedicó una exposición retrospectiva.
Fue uno de los primeros artistas en investigar la geometría de base numérica aplicada al arte en la Argentina.

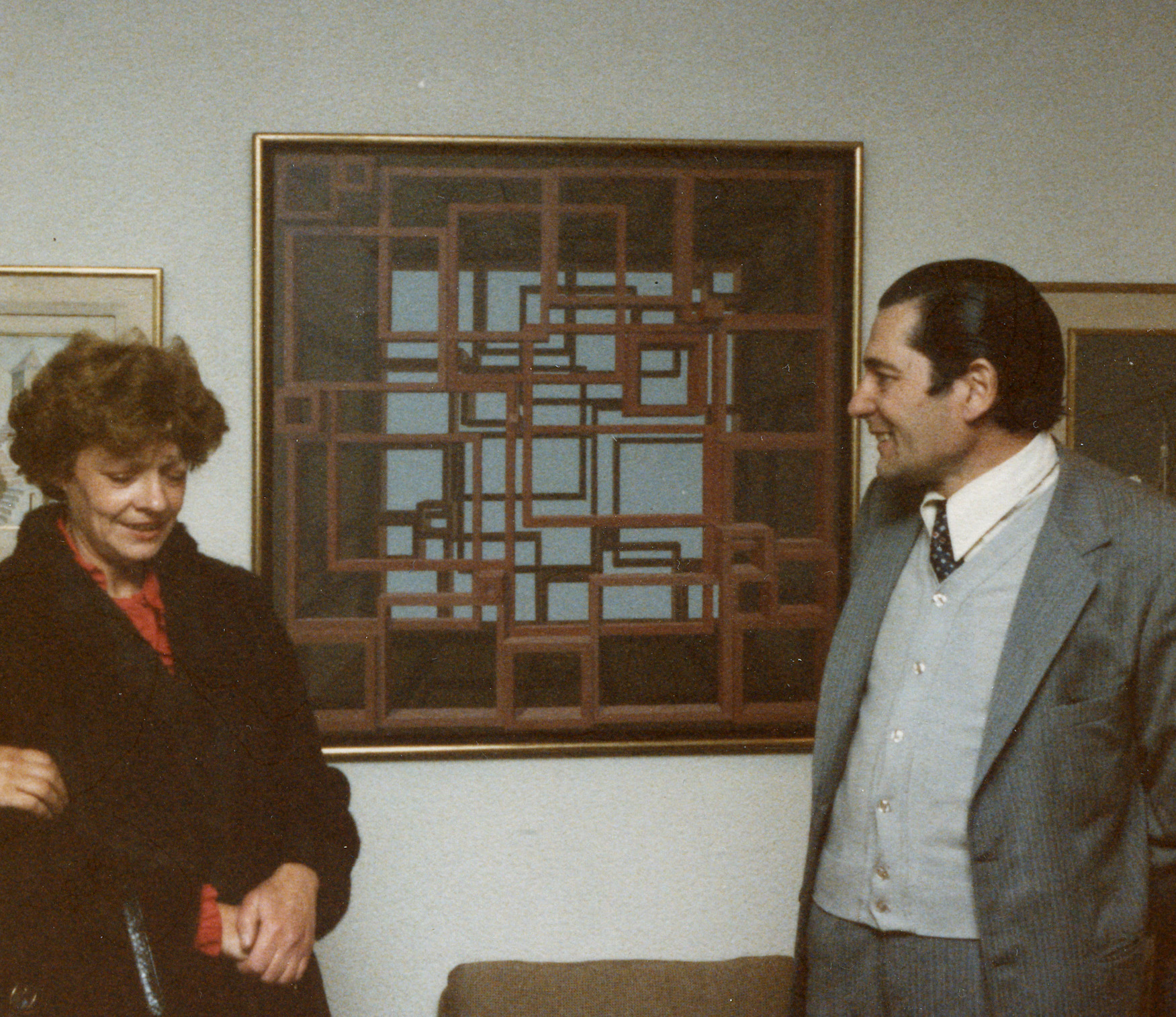

## Premios y distinciones
- 1989 Mención de Honor y Especial en tres oportunidades en los Salones Nacionales de Pintura de Fundación Pro-Arte.
- Invitado a exponer numerosas veces 
  - en el Museo Caraffa
  - en las ferias de ArteBA
  - en diversas retrospectivas del arte de Córdoba.